# Macrodes cynara
Macrodes cynara là một loài bướm đêm trong họ Noctuidae.